# Zbrodnia w Kątach
Zbrodnia w Kątach – zbrodnia dokonana przez oddziały Ukraińskiej Powstańczej Armii oraz chłopów ukraińskich na mieszkańcach wsi Kąty, położonej w powiecie lubomelskim województwa wołyńskiego, podczas rzezi wołyńskiej. 30 sierpnia 1943 roku w jej wyniku zginęło od 180 do 213 osób.

## Przebieg zbrodni
W nocy 30 sierpnia 1943 roku Kąty, liczące około 310 mieszkańców, zostały otoczone przez bojówki UPA z kurenia „Łysego” i ludność ukraińską, przybyłą głównie ze wsi Leśniaki i Zapole. Zaskoczonych Polaków mordowano za pomocą siekier, wideł i drągów, do uciekających strzelano. Zdaniem Władysława i Ewy Siemaszków zamordowano 209 lub 210 Polaków i 3 Ukraińców. Osoby, które zdołały uratować się z rzezi, uciekły do Lubomla.
Bezpośrednio po rzezi Kąt kureń „Łysego” udał się do Jankowiec, a następnie do Ostrówek i Woli Ostrowieckiej, gdzie dokonał kolejnych zbrodni.
W 1992 roku fakt dokonania zbrodni w Kątach potwierdziła Prokuratura Ukrainy Obwodu Wołyńskiego. Zdaniem przesłuchanego przez nią ukraińskiego świadka, w Kątach zginęło około 180 osób.

## Literatura
- Grzegorz. Motyka: Ukraińska partyzantka 1942-1960 : działalność Organizacji Ukraińskich Nacjonalistów i Ukraińskiej Powstańczej Armii. Warszawa: Instytut Studiów Politycznych PAN : RYTM, 2006. ISBN 83-88490-58-3, ISBN 83-7399-163-8 (Rytm), ISBN 978-83-88490-58-3. Brak numerów stron w książce
- Władysław Siemaszko, Ewa Siemaszko, Ludobójstwo dokonane przez nacjonalistów ukraińskich na ludności polskiej Wołynia 1939–1945, Warszawa: „von borowiecky”, 2000, ISBN 83-87689-34-3, OCLC 749680885.